# Fusariella hughesii
Fusariella hughesii är en svampart som beskrevs av Chab.-Frydm. 1964. Fusariella hughesii ingår i släktet Fusariella, divisionen sporsäcksvampar och riket svampar.   Inga underarter finns listade i Catalogue of Life.